# Alcis bilineata
Alcis bilineata är en fjärilsart som beskrevs av Fernandez 1972. Alcis bilineata ingår i släktet Alcis och familjen mätare. Inga underarter finns listade i Catalogue of Life.